# Emperador Ping de Han
El Emperador Ping de Han (chino: 漢平帝; 9 a. C. – 3 de febrero de 6), también llamado Xiaoping (孝平), fue el 14° emperador la Dinastía Han de China. Era el último descendiente masculino del Emperador Yuan y ascendió al trono a la edad de 9 años tras la muerte de su primo Ai de Han, quien falleció sin hijos. Durante su gobierno inició la subida al poder de Wang Mang, quien fue elegido como regente. Wang Mang envenenó al emperador e instaló al infante Liu Ying como su títere, aunque poco después usurpó su trono y declaró el inicio de su propia dinastía.

## Reinado
En abril del año 7 a. C., el Emperador Cheng falleció sin hijos. Fue sucedido por su sobrino Ai de Han, pero sus malas condiciones de salud hicieron que su gobierno fuera breve. Forzó la renuncia del comandante Wang Mang para favorecer a Dong Xian, quien pudo haber sido su posible amante. Tras la muerte de Ai en agosto del año 1 a. C., Wang Mang fue convocado a la capital para retomar su cargo y, de paso, ayudar a la Corte a elegir al nuevo emperador. Se corría el rumor de que Ai había pensado en ceder el trono a Dong, lo que significaría el ascenso de un emperador ajeno a la familia imperial Han. Solo un día tras la muerte del emperador, Dong Xian fue ejecutado por la Emperatriz viuda Wang Zhengjun. Wang Mang fue reinstituido como al día siguiente, y su primera orden fue la expulsión de la capital de los relativos del emperador.
La sucesión no fue complicada, pues desde la muerte del Emperador Yuan todos sus sucesores habían sido sus propios descendientes. Solo uno de ellos quedó con vida, siendo su primo Liu Jizi, de dos años de edad. La verdadera autoridad recayó en Wang Mang, cuya administración fue competente y efectiva. Mejoró las escuelas provinciales, expandió la educación de la Academia y alentó la producción de textos artísticos, astronómicos y filosóficos. También mantuvo la paz en las fronteras y creó una nueva ruta desde el Río Wei hasta la montañosa Sichuan. Wang Mang había estado acumulando poder desde su reelección, e incluso había obtenido un título honorífico: "An Han kung" (Duque que da tranquilidad a Han). El 16 de marzo del año 4, una hija de Wang Mang fue elegida como la consorte de Ping, consolidando aún más su influencia en la Corte Imperial. Ese mismo año, fue elegido como Primer Ministro.

## Crisis de sucesión
El emperador falleció abruptamente en febrero del año 6. Algunas fuentes chinas aseguran que fue envenenado por Wang Mang, aunque no existe un consenso histórico sobre el hecho. De cualquier forma, la Corte Imperial decidió entronizar a Liu Ying, de un año, descendiente del Emperador Cheng. Wang Mang primero se proclamó como Emperador temporal, pero luego dejó dicho título tras coronar a Liu Ying el 17 de abril como "joven príncipe". La nobleza, consciente del creciente poder de Wang, se alzó contra el comandante. El primero en rebelarse fue un marqués que, en mayo o junio, organizó una pequeña coalición para tomar la capital. El 1 de julio del mismo año, Wang Mang adoptó el título de "Emperador Falso" (假皇帝). En octubre del año siguiente ocurrió otra rebelión, esta vez liderada por Chai I, quien acusó a Wang Mang de haber envenenado a Ping. Todas las rebeliones fallaron y, en enero del año 9, Wang se proclamó oficialmente como Emperador de China y estableció la Dinastía Xin, la cual interrumpiría el periodo Han por catorce años.